# Alsózsolca
Alsózsolca ist eine ungarische Stadt im Kreis Miskolc 
im Komitat Borsod-Abaúj-Zemplén.

## Geografische Lage
Alsózsolca liegt in Nordungarn, acht Kilometer südöstlich des Zentrums des Komitatssitzes und der Kreisstadt Miskolc, am Fluss Sajó. Nachbargemeinden sind Felsőzsolca, Onga, Sajólád und Sajópetri.

## Geschichte
Im Jahr 1913 gab es in der damaligen Großgemeinde 284 Häuser und 1932 Einwohner auf einer Fläche von 4559 Katastraljochen. Sie gehörte zu dieser Zeit zum Bezirk Miskolcz im Komitat Borsod.
Im Jahr 2007 erhielt Alsózsolca den Status einer Stadt.

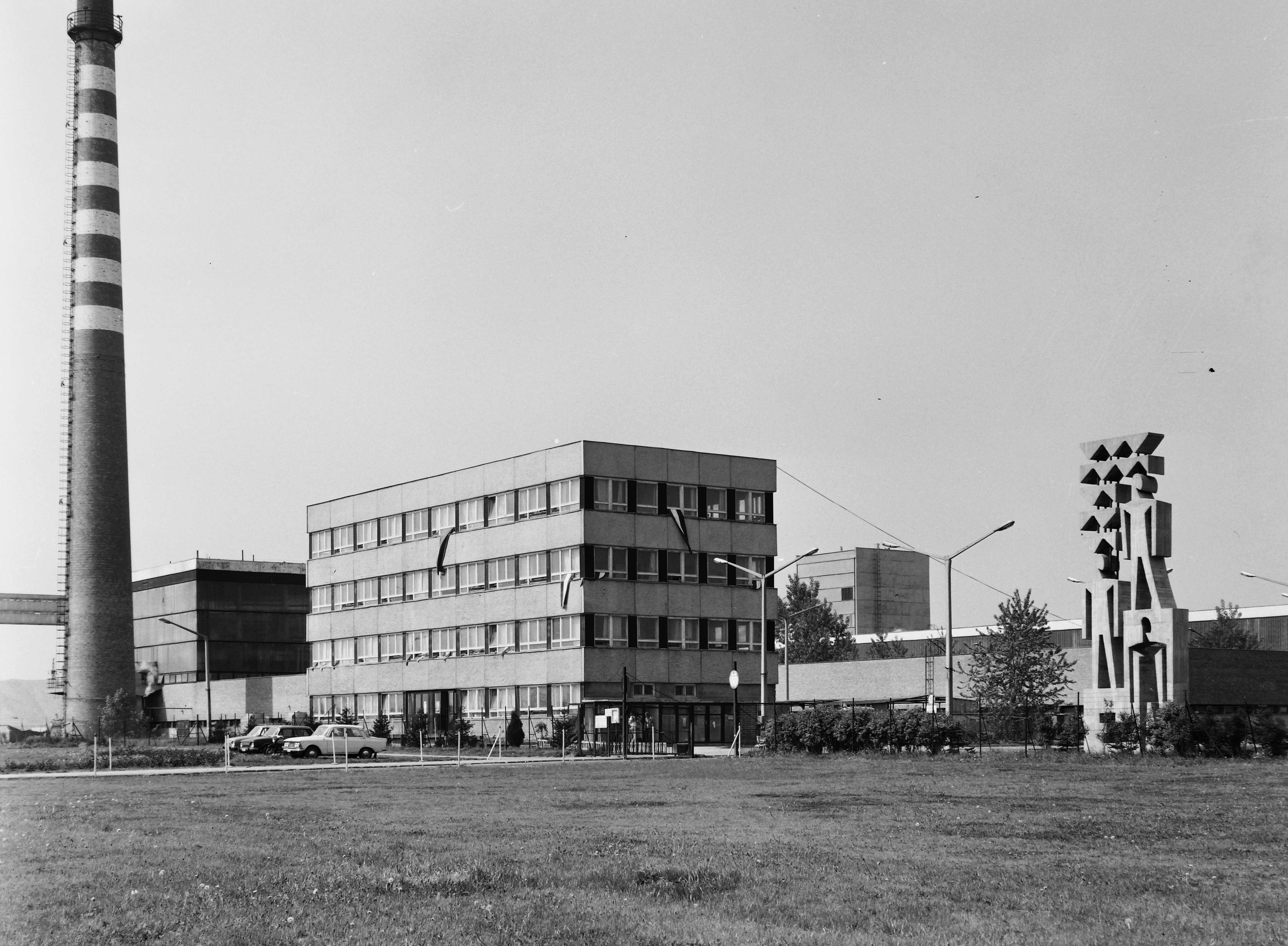
Fabrikgebäude (Borsod Megyei Állami Építőipari Vállalat), rechts die 1971 erschaffene Betonplastik Építők von Ernő Kunt (1974)

## Söhne und Töchter der Stadt
- Miklós Vay (1802–1894), Politiker und Großgrundbesitzer
- Béla Vay (1829–1910), Politiker, Obergespan und Reichstagsabgeordneter

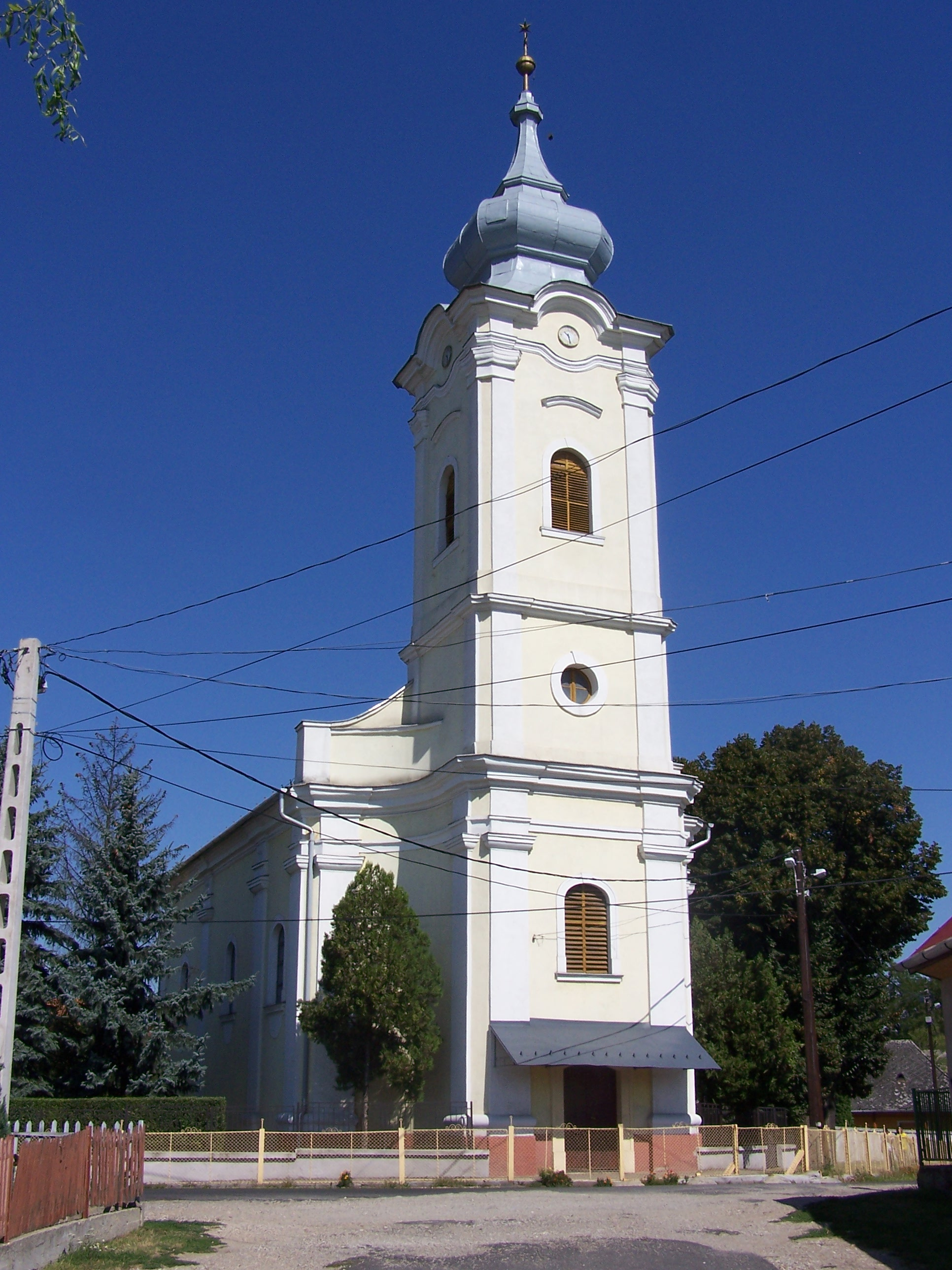
Reformierte Kirche

## Sehenswürdigkeiten
- Albert-Wass-Gedenkstein, erschaffen von Pál Fazekas
- Béla-Komjádi-Büste, erschaffen 1939 von Dezső Borsodi Bindász
- Reformierte Kirche, erbaut 1792 im Zopfstil
- Römisch-katholische Kirche Szent Erzsébet, 1977 erbaut, 1997 erweitert
- Skulptur Fekvő nő, erschaffen 1963 von Barna Búza
- Weltkriegsdenkmal zum Gedenken an die Opfer des Ersten Weltkriegs, erschaffen 1934 von Dezső Borsodi Bindász

## Verkehr
Durch Alsózsolca verläuft die Landstraße Nr. 3606. Es bestehen Busverbindungen nach Miskolc, Bócs, Felsőzsolca, Sajólád und Sajópetri. Der nächstgelegene Bahnhof befindet sich in Felsőzsolca.